# Маргуси
Маргуси (рос. Маргусы) — присілок у Гатчинському районі Ленінградської області Російської Федерації.
Населення становить 91 особу. Належить до муніципального утворення Сєверське міське поселення.

## Географія
Населений пункт розташований на південній околиці міста Санкт-Петербурга.

## Історія
Згідно із законом від 16 грудня 2004 року № 113—оз належить до муніципального утворення Сєверське міське поселення.

## Населення
| 2007 | 2010 | 2017 |
| ---- | ---- | ---- |
| 68   | ↗73  | ↗91  |